# Pyotr Popov
Pour les articles homonymes, voir Popov.
Pyotr Semyonovich Popov (en russe : Пётр Семёнович Попов), né en juillet 1923 et mort en 1960, était une « taupe » pendant la guerre froide.
Officier supérieur du GRU - service de renseignement militaire de l'URSS, il commença sa relation avec les services de renseignement américains en donnant des documents confidentiels soviétiques à un diplomate américain. Ensuite, il devint taupe pour la CIA et donna notamment des informations sur les sous-marins nucléaires soviétiques et sur les missiles guidés.
Il fut arrêté le 6 octobre 1959, après avoir collaboré pendant six ans avec la CIA. Jugé à Moscou pour trahison,  il est exécuté en 1960. Il était alors lieutenant-colonel de l'armée soviétique. 